# Barlings
Barlings est une paroisse civile et un village du Lincolnshire, en Angleterre.